# 담양남초등학교
담양남초등학교는 대한민국 전라남도 담양군에 있는 공립 초등학교이다.

## 학교 연혁
- 1912년 3월 31일 : 설립인가
- 1912년 5월 1일 : 담양공립심상소학교 개교(천변리 3)
- 1938년 8월 15일 : 지침리 92번지 이전, 담양공립심상고등소학교 개칭
- 1945년 11월 1일 : 담양남공립국민학교로 복교
- 1984년 5월 28일 : 병설유치원 인가
- 1996년 3월 1일 : 담양남초등학교로 개칭

## 참고 자료
- 담양남초등학교 - 한국교육학술정보원 학교알리미